# Signe Hvistendahl
Signe Hvistendahl, även Signe Hvistendahl-Erikson, född 24 februari 1881 i Kristiania i Norge, död 1 januari 1943 i Göteborg, var en norsk-svensk konstnär.

## Biografi
Signe Hvistendahl var dotter till agenten Waldemar Hvistendahl och hans hustru Gjertrud Magdalene. Hon inspirerades i sin ungdom av Erik Werenskiolds och Edvard Munchs konst och kom, utan tidigare studier, in på Valands målarskola i Göteborg 1917. På Valand hade hon lärarna Birger Simonsson, Carl Ryd och Tor Bjurström. Hon studerade även privat för Sigfrid Ullman och för Henrik Sørensen i Paris våren 1922. Från 1919 tillbringade hon nästan varje vår och sommar i Dovre i Norge, främst på Fokstua men även på Hjerkinn, där hon producerade merparten av sina målningar som främst består av landskap och stilleben.
På Signe Hvistendahls initiativ, tillsammans med Karin Leman, grundades 1927 Konstföreningen Spiran.
Redan år 1900 gifte hon sig med grosshandlaren Jean Olof Erikson (1872–1950) i Göteborg, senare norsk konsul på samma plats. Tillsammans fick de sonen Carsten Hvistendahl (1901–1972) som även han blev konstnär.

## Utställningar och samlingar
Hvistendahl hade sin första separatutställning på galleri Ny konst i Göteborg 1923 och ytterligare en separatutställning i Oslo året därpå. 1940 ställde hon ut ett 15-tal dukar tillsammans med Märta Taube på Göteborgs konsthall och året därpå en separatutställning på Svensk-franska konstgalleriet i Stockholm. Året före sin död, 1942, hade hon en separatutställning på Göteborgs konsthall. 1950 hölls en minnesutställning för henne, först på Gummesons konsthall i mars 1949 och 1950 på Göteborgs konsthall.
Signe Hvistendahl är representerad på Moderna museet i Stockholm, Göteborgs konstmuseum, Göteborgs universitetsbibliotek, Malmö konstmuseum samt på Gävle museum. Hon är gravsatt på Östra kyrkogården i Göteborg.